# Louis de Froger de l'Éguille
Pour les articles homonymes, voir Froger.
Pour les autres membres de la famille, voir Famille Froger de la Rigaudière et de l'Éguille.
Louis de Froger de l'Éguille, dit le chevalier de l'Éguille, né en 1750, mort en 1795, est un officier de la marine française, combattant pour la guerre d'indépendance des États-Unis, membre fondateur de l'Ordre de Cincinnatus, capitaine de vaisseau, major général puis chef d'escadre, émigré pendant la Révolution française, fusillé lors du débarquement de Quiberon.

## Biographie
Louis de Froger naît à Rochefort le 15 avril 1750. Il est le fils de Michel-Joseph Froger de l'Éguille, chef d'escadre puis lieutenant général des armées navales, et de Marie-Thérèse Gaudion d'Ardillières.
Louis de Froger, surnommé le chevalier de l'Éguille, entre dans la marine royale à 14 ans, comme garde-marine, en 1764. Il sert plusieurs années aux Amériques. Nommé enseigne de vaisseau en novembre 1771, il est lieutenant en second en février 1772, lieutenant de vaisseau en 1778, puis sous-aide major d'infanterie de marine en février 1779. Considéré comme un « brillant marin », il participe à la guerre d'indépendance des États-Unis et s'y fait remarquer, sous le commandement de Louis-Philippe de Vaudreuil,. Il est en 1783 l'un des cent treize français membres fondateurs de l'ordre de Cincinnatus. Surnommé d'abord Le chevalier de l'Éguille, il est appelé plus tard comte de Froger.
Promu capitaine de vaisseau en mai 1786, Froger commande notamment le Triomphant, puis le Northumberland, de 74 canons, à partir du 30 juin 1788. Appelé à Rochefort comme major général d'escadre, il prend ensuite le commandement de cette escadre en 1789. En 1791, il commande la Cybèle,.
Émigré en 1792 pendant la Révolution française, Louis de Froger participe à la tentative de débarquement à Quiberon, en 1795. Il y combat « courageusement » pour la cause royaliste. Capturé, il est fusillé à Vannes le 25 juillet 1795,,.
Il avait épousé Jeanne-Louise de Chavagnac en mai 1785 ; ils ont eu plusieurs enfants.

## Distinctions
- Chevalier de Saint-Louis, 1786.
- Membre fondateur de l'ordre de Cincinnatus, 1783.